# Nana Korobi Ya Oki / Gashin Shoutan / Mahou Tsukai Sally
Nana Korobi Ya Oki / Gashin Shoutan / Mahou Tsukai Sally (七転び八起き/臥薪嘗胆/魔法使いサリー Altos y Bajos / Dificultades Extremas / Sally la Bruja?) es el 19° sencillo de ANGERME. Salió el 22 de julio de 2015 en 6 ediciones: 3 regulares y 3 limitadas. Las primeras versiones de las ediciones regulares incluirán una carta coleccionable aleatoria de 10 tipos dependiendo de la versión (30 cartas en total). "Mahou Tsukai Sally" es una cover de un opening de un anime con el mismo nombre, y es la canción que se requiere para el concurso Ai Odorisai ~Idol Matsuri~.

## Lista de Canciones

### CD
1. Nana Korobi Ya Oki
2. Gashin Shoutan
3. Mahou Tsukai Sally
4. Nana Korobi Ya Oki (Instrumental)
5. Gashin Shoutan (Instrumental)
6. Mahou Tsukai Sally (Instrumental)

### DVD

#### Edición Limitada A
1. Nana Korobi Ya Oki (Vídeo Musical)

#### Edición Limitada B
1. Gashin Shoutan (Vídeo Musical)

#### Edición Limitada C
1. Mahou Tsukai Sally (Vídeo Musical)

### Event V "Nana Korobi Ya Oki"
1. Nana Korobi Ya Oki (Wada Ayaka Solo Ver.)
2. Nana Korobi Ya Oki (Fukuda Kanon Solo Ver.)
3. Nana Korobi Ya Oki (Nakanishi Kana Solo Ver.)
4. Nana Korobi Ya Oki (Takeuchi Akari Solo Ver.)
5. Nana Korobi Ya Oki (Katsuta Rina Solo Ver.)
6. Nana Korobi Ya Oki (Tamura Meimi Solo Ver.)
7. Nana Korobi Ya Oki (Murota Mizuki Solo Ver.)
8. Nana Korobi Ya Oki (Aikawa Maho Solo Ver.)
9. Nana Korobi Ya Oki (Sasaki Rikako Solo Ver.)

### Event V "Gashin Shoutan"
1. Gashin Shoutan (Wada Ayaka Solo Ver.)
2. Gashin Shoutan (Fukuda Kanon Solo Ver.)
3. Gashin Shoutan (Nakanishi Kana Solo Ver.)
4. Gashin Shoutan (Takeuchi Akari Solo Ver.)
5. Gashin Shoutan (Katsuta Rina Solo Ver.)
6. Gashin Shoutan (Tamura Meimi Solo Ver.)
7. Gashin Shoutan (Murota Mizuki Solo Ver.)
8. Gashin Shoutan (Aikawa Maho Solo Ver.)
9. Gashin Shoutan (Sasaki Rikako Solo Ver.)

### Event V "Mahou Tsukai Sally"
1. Mahou Tsukai Sally (Wada Ayaka Solo Ver.)
2. Mahou Tsukai Sally (Fukuda Kanon Solo Ver.)
3. Mahou Tsukai Sally (Nakanishi Kana Solo Ver.)
4. Mahou Tsukai Sally (Takeuchi Akari Solo Ver.)
5. Mahou Tsukai Sally (Katsuta Rina Solo Ver.)
6. Mahou Tsukai Sally (Tamura Meimi Solo Ver.)
7. Mahou Tsukai Sally (Murota Mizuki Solo Ver.)
8. Mahou Tsukai Sally (Aikawa Maho Solo Ver.)
9. Mahou Tsukai Sally (Sasaki Rikako Solo Ver.)

## Miembros presentes
- 1ª Generación: Ayaka Wada, Kanon Fukuda
- 2ª Generación: Kana Nakanishi, Akari Takeuchi, Rina Katsuta, Meimi Tamura
- 3ª Generación (Sencillo debut): Mizuki Murota, Rikako Sasaki, Maho Aikawa

## Posiciones en el Oricon
| Lun | Mar      | Mié     | Jue | Vie     | Sáb | Dom     | Puesto Semanal | Ventas |
| --- | -------- | ------- | --- | ------- | --- | ------- | -------------- | ------ |
| -   | 3 28,307 | 3 5,109 | 7   | 2 4,049 | 19  | 3 2,432 | 2              | 42,663 |
| 17  | 46       | 41      | -   | -       | -   | -       | 45             | 1,538  |
| 49  | -        | -       | -   | -       | -   | -       | 141            | 438    |
| -   | -        | 28      | -   | 21      | -   | -       | 66             | 976    |
| 39  | -        | -       | -   | -       | -   | -       | 158            | 362    |
| -   | -        | 21      | -   | -       | -   | -       | 83             | 908    |

##### Ranking Mensual
| Año  | Mes   | Puesto Mensual | Ventas |
| ---- | ----- | -------------- | ------ |
| 2015 | Julio | 12             | 44,201 |

##### Ranking Anual
| Año  | Puesto Anual | Ventas |
| ---- | ------------ | ------ |
| 2015 | 152          | 46,885 |